# 和諧社会
和諧社会（わかいしゃかい、正式名称: 社会主義和諧社会、簡体字: 和谐社会、正式名称: 社会主义和谐社会、拼音: héxié shéhui）とは、矛盾のない調和のとれた社会のことを指す中華人民共和国のスローガンである。2004年中国共産党第16回中央委員会第4回全体会議（第16期4中全会）で提起され、2006年の第16期6中全会では、社会主義和諧社会建設に関する討議がなされた。

## 経緯
経済成長優先路線は、法制度によりしっかりしたチェック機能が機能しないことと合せて、台頭する既得権益集団の権力と癒着した組織的な汚職・腐敗など社会的な「歪み」も深刻化させている。胡錦濤・温家宝政権は、沿海部と内陸の格差是正のために西部大開発を展開し、あるいは「三農問題」解決のために農業税の廃止など農民負担軽減策を進めてきた。しかし、その一方で、深刻化する環境破壊と格差拡大、激増する腐敗・汚職に対して改革を求める声も高まっていった。同政権は、2002年のスタート早々から「以民為本」「親民政治」を強調し、さらに2004年9月の中共第16期四中全会では「社会主義和諧社会建設に関する若干の重大問題に関する中国共産党の決定」が採択され、成長と公平な分配、人間と自然の調和などを重視する方針を打ち出された。

## 概説
和とは、「和睦」すなわち心を合わせて助け合うことを意味し、諧とは「協調」すなわち衝突がないことを意味する。様々な社会的矛盾への取組として、和諧社会の建設は、国家戦略の根幹として位置付けられている。2005年胡錦濤は、地方政府の幹部の討論会の講話において、社会主義和諧社会とは「民主、法治、公平、正義が実現されな誠心友愛にあふれ、活力に満ち、秩序が安定し、人と自然が互いに調和されている社会である」と述べた。